# غايل لويد
غايل لويد (بالإنجليزية: Gayle Lloyd)‏ هي لاعبة كرة الريشة بريطانية، ولدت في 3 أغسطس 1984 في ليستر في المملكة المتحدة.

## وصلات خارجية
- غايل لويد على موقع BWF.tournamentsoftware.com (الإنجليزية)
- غايل لويد على موقع BWFbadminton.com (الإنجليزية)
- غايل لويد على موقع اتحاد ألعاب الكومنولث (مؤرشف) (الإنجليزية)